# 비아 사크라

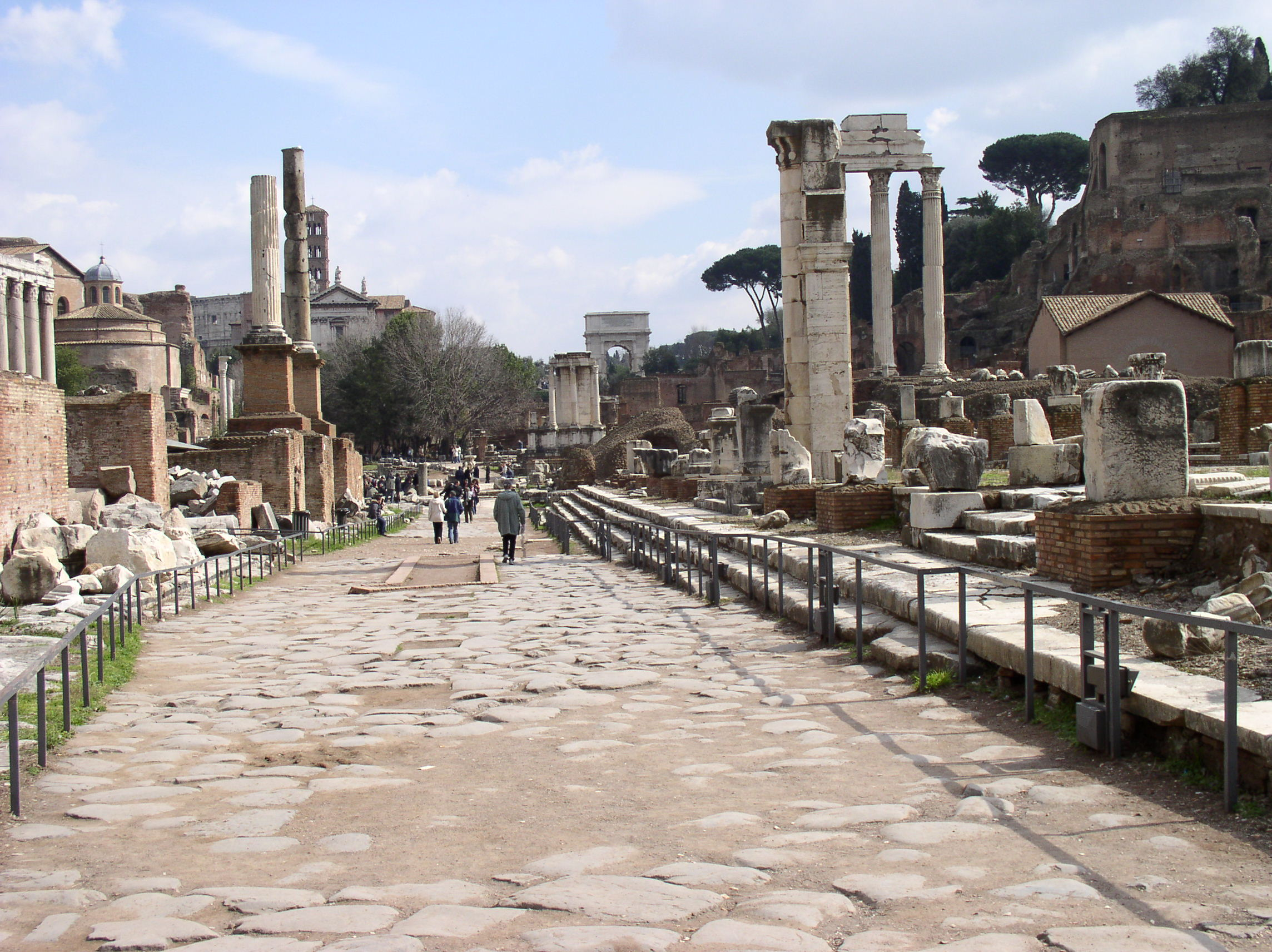
포룸 로마눔을 통과하는 비아 사크라 (오른쪽에 바실리카 율리아)

비아 사크라(라틴어: Via Sacra)는 고대 로마의 주요 거리 였으며 캄피돌리오 언덕 꼭대기에서 포룸 로마눔의 가장 중요한 종교 장소를 통과하여 콜로세움으로 이어졌다.